# Afrenella jansei
Afrenella jansei là một loài bướm đêm trong họ Noctuidae.